# Allison Burnett
Allison James Burnett, född 16 december 1958 i Ithaca i delstaten New York, är en amerikansk manusförfattare, filmregissör och romanförfattare. Han växte upp i Cleveland Heights i Ohio och flyttade senare till Evanston i Illinois, där han ännu senare skulle komma att studera på Northwestern University. Han har utöver dessa universitetsstudier även gått på Juilliard, där han läste till att bli dramatiker.

## Filmografi (i urval)
| År   | Titel                  | Noter                                                                                   |
| ---- | ---------------------- | --------------------------------------------------------------------------------------- |
| 2000 | Höst i New York        |                                                                                         |
| 2007 | A Cup of Love          | Baserad på romanen The Feast of Love skriven av Charles Baxter                          |
| 2007 | Resurrecting the Champ | Med Michael Bortman Baserad på LA Times-artikeln av J. R. Moehringer                    |
| 2008 | Utan spår              | Med Robert Fyvolent och Mark Brinker                                                    |
| 2009 | Fame                   | Nyinspelning av filmen Fame från 1980                                                   |
| 2012 | Underworld: Awakening  | Med Len Wiseman, John Hlavin och J. Michael Straczynski Fjärde delen i Underworldserien |
| 2012 | Gone                   |                                                                                         |
| 2013 | Ask Me Anything        | Även regissör, baserad på hans roman Undiscovered Gyrl                                  |
| 2025 | My Oxford Year         | Med Melissa Osborne                                                                     |